# Phelotrupes auratus
Phelotrupes auratus är en skalbaggsart som beskrevs av Victor Ivanovitsch Motschulsky 1857. Phelotrupes auratus ingår i släktet Phelotrupes och familjen tordyvlar. Utöver nominatformen finns också underarten P. a. yaku.